# Indigofera cuneata
Indigofera cuneata är en ärtväxtart som beskrevs av Daniel Oliver. Indigofera cuneata ingår i släktet indigosläktet, och familjen ärtväxter. Inga underarter finns listade i Catalogue of Life.